# Bobliw
Bobliw (ukr. Боблів, hist. pol. Bobłów) – wieś na Ukrainie, w obwodzie winnickim, w rejonie winnickim, w hromadzie Niemirów. W 2001 liczyła 510 mieszkańców, spośród których 490 wskazało jako ojczysty język ukraiński, 13 rosyjski, a 7 mołdawski.